# Benkovič
Benkovič je priimek v Sloveniji, ki ga je po podatkih Statističnega urada Republike Slovenije na dan 1. januarja 2010 uporabljo 180 oseb in je med vsemi priimki po pogostosti uporabe uvrščen na 2.417. mesto.

## Znani nosilci priimka
- Alojzij Benkovič (1867—1934), farmacevt
- Ivo Benkovič (1875—1943), pravnik in politik
- Ivo Benkovič (1928—2020), zdravnik in politik
- Josip Benkovič (1869—1901), duhovnik, pisatelj in zgodovinar
- Jože Benkovič, gimnazijski prof. v Mariboru
- Rok Benkovič (*1986), smučarski skakalec